# Ghostface
(Ghostface)
Ghostface è un serial killer cinematografico e antagonista principale della saga di Scream.

## Caratterizzazione
Solitamente prima di attaccare le sue vittime con un coltello modello Buck 120, le intrattiene al telefono con varie domande; generalmente si pensa che le sue domande siano inerenti ai film horror, ma in realtà in sole dieci telefonate le ha fatte (Casey e Sidney in Scream, CiCi e Randy in Scream 2, Sarah in Scream 3, Jill, Olivia e Kirby in Scream 4, Tara e Judy in Scream del 2022). Ha dimostrato sempre (chiunque lo impersonasse), di avere una notevole agilità, grande forza e resistenza fisica, il talento nel giocare con la suspense e soprattutto di avere una particolare velocità nello scomparire nei rari momenti di difficoltà, quasi a sembrare un vero e proprio fantasma.
Nella versione italiana, l'appellativo "Ghostface" viene introdotto solo nel quarto film, nei capitoli precedenti veniva semplicemente nominato "l'assassino".

### Gli assassini
Scream (1996)
Nel primo film sono stati in due a ricoprire i panni di Ghostface: Billy Loomis (Skeet Ulrich) e Stuart Macher (Matthew Lillard). Billy aveva motivi di risentimento verso Sidney Prescott (Neve Campbell) perché sua madre era andata a letto con il padre di Billy portando così i suoi genitori al divorzio. Quest'ultimo uccise la signora Prescott e lo fece sembrare un delitto con stupro e fu accusato dell'omicidio Cotton Weary, l'ultima persona con cui era stata a letto. Lo scopo di Billy è quindi di ottenere una vendetta nei confronti di Sidney, mentre per quanto riguarda Stu è la insana volontà di apparire come una giovane vittima di un sistema influenzato negativamente dalla violenza e anche per l'amore non ricambiato che provava per Sidney. Nel film poi vi è anche la stessa Sidney a vestire, solo per una scena, i panni del suo acerrimo nemico.
Scream 2 (1997)
Anche nel secondo film gli assassini sono due. Uno è la madre di Billy, la Sig.ra. Nancy Loomis (Laurie Metcalf) che è la mente di tutto, vuole uccidere Sidney per vendicare la morte di suo figlio. Per compiere tutti gli omicidi, si serve di un serial killer psicotico, Mickey Altieri (Timothy Olyphant), che finge di essere amico di Sidney e la cui vera ossessione è il processo che ne conseguirà e la portata mediatica dello stesso, nel quale essere protagonista.
Scream 3 (2000)
Nel terzo film l'assassino è uno solo: il fratellastro di Sidney, Roman Bridger (Scott Foley). Si scopre che in realtà era stato lui ad orchestrare tutto nei tre film, iniziando col convincere Billy che la madre di Sidney era stata con suo padre. Fece tutto per vendicarsi di essere stato rinnegato come figlio.
Scream 4 (2011)
Nel quarto film, gli assassini sono nuovamente in due: Charlie Walker (Rory Culkin) e la cugina di Sidney, Jill Roberts (Emma Roberts), mente di tutto il loro sadico progetto. Il loro scopo è quello di filmare i delitti e pubblicarli sul web, dando vita ad un nuovo modo di dettare le regole dei film horror. Charlie è un cinefilo psicotico e sociopatico e Jill, invidiosa di Sidney per la sua fama, organizza il tutto al solo scopo di ucciderla e passare per unica sopravvissuta dei delitti, così da diventare una star.
Scream (2022)
Nel quinto film, l'assassino prende di mira una nuova ragazza, Samantha Carpenter (a causa del suo legame con Billy Loomis), mentre Sidney Prescott viene richiamata a Woodsboro per ucciderlo definitivamente. In questo film ad indossare la maschera di Ghostface sono Amber Freeman (Mikey Madison) e Richie Kirsh (Jack Quaid) delusi dall'ottavo capitolo della saga Stab per cui hanno deciso di iniziare una catena di omicidi che fungesse da materiale per un nuovo film.
Scream VI (2023)
Nel sesto film, l'assassino prende nuovamente di mira le sorelle Carpenter e questa volta si trova ad agire a New York. Stavolta ci sono ben tre Ghostface e dietro la maschera si nascondono: Ethan Landry (Jack Champion), il detective Wayne Bailey (Dermot Mulroney) e Quinn Bailey (Liana Liberato). I tre sono rispettivamente il fratello, il padre e la sorella di Richie Kirsh e cercano vendetta per la morte del ragazzo facendo in modo che Sam venga accusata del terzo massacro avvenuto a Woodsboro l'anno prima e tentando di ucciderla insieme a Tara.
Scream: Resurrection (2019)
Nella 3ª stagione della serie televisiva, gli assassini sono sempre due: Jamal (Tyga), fratello del protagonista e Beth (Giorgia Whigham), amica del protagonista. Entrambi hanno preso di mira il protagonista Deion Eliott a causa di un oscuro segreto che lo ha coinvolto otto anni prima e che ha portato i due assassini a perseguitare Deion e i suoi amici.

### Vittime
Nei sei film, gli assassini uccidono in totale 47 vittime. Unendo i 12 assassini (due per film ad eccezione del terzo dove era uno solo e del sesto dove sono ben tre), muoiono in totale 59 persone. Nella serie televisiva muoiono invece 11 persone (13 contando i due assassini). In totale si contano quindi 58 vittime uccise da 14 assassini, poi a loro volta uccisi dai personaggi principali, per un totale di 72 morti.
- Nel primo film, Scream, muoiono 7 persone (2 femmine e 5 maschi): 5 vittime (2 femmine e 3 maschi) e i 2 assassini (entrambi maschi);
- Nel secondo film, Scream 2, muoiono 10 persone (4 femmine e 6 maschi): 8 vittime (3 femmine e 5 maschi) e i 2 assassini (una femmina e un maschio);
- Nel terzo film, Scream 3, muoiono 10 persone (4 femmine e 6 maschi): 9 vittime (4 femmine e 5 maschi) e l'assassino (maschio);
- Nel quarto film, Scream 4, muoiono 11 persone (6 femmine e 5 maschi): 9 vittime (5 femmine e 4 maschi) e i 2 assassini (una femmina e un maschio);
- Nel quinto film, Scream (5), muoiono 8 persone (3 femmine e 5 maschi): 6 vittime (2 femmine e 4 maschi) e i 2 assassini (una femmina e un maschio);
- Nel sesto film, Scream VI, muoiono 13 persone (3 femmine e 10 maschi): 10 vittime (2 femmine e 8 maschi) e i 3 assassini (una femmina e due maschi);
- Nella 3ª stagione della serie televisiva, Scream Resurrection, muoiono 11 persone (1 femmina e 10 maschi): 9 vittime (tutti maschi) e i 2 assassini (una femmina e un maschio).

## Concezione e sviluppo

### La maschera
La maschera è stata creata nel 1991 ed è sotto licenza della Funworld. È diventata famosa grazie alla saga di Scream in cui l'assassino la usa insieme a una lunga tunica nera per celare la sua identità. La tunica che usano in tutti i film non è quella della Funworld, bensì una totalmente fatta a mano. Nel primo film la tunica è realizzata a guisa di cocolla con ampio cappuccio sfoderato e ha delle frange rettangolari (in totale 3) ciascuna divisa in due parti asimmetriche, con una differenza di 10,7 centimetri di lunghezza l'una dall'altra, e una trina trasversale sulla parte in basso del vestito anteriormente ortogonale all'orlo inferiore, ed è glitterata. Successivamente dal secondo fino al quarto useranno una cappa sempre ornata di lustrini ad elevata coprenza, con delle frange rotonde e dei rettangoli incrociati sulla parte inferiore dell'abito più una scollatura toroidale inversa che va dal collo fino al baricentro, all'interno di essa è presente la striscia estroversa di velcro che permette di allacciarlo/slacciarlo facilmente.
È stato chiamato Ghostface (faccia di fantasma) per la forma della maschera con cui il serial killer cela la sua faccia, che ricorda L'urlo di Munch. L'altro nome con cui è conosciuto, soprattutto nei primi film, è "Il killer di Woodsboro", dalla città in cui agiva.
La maschera compare in tutti e 6 i film della saga cinematografica e ha fatto alcuni cameo e alcune apparizioni anche in altri show. Nel 2019 viene riutilizzata per la serie Scream: Resurrection. Per ogni film e per la serie televisiva, sono state usate varie versioni della maschera, leggermente differenti ma ispirate tutte al modello originale.

## Accoglienza

### Influenza culturale

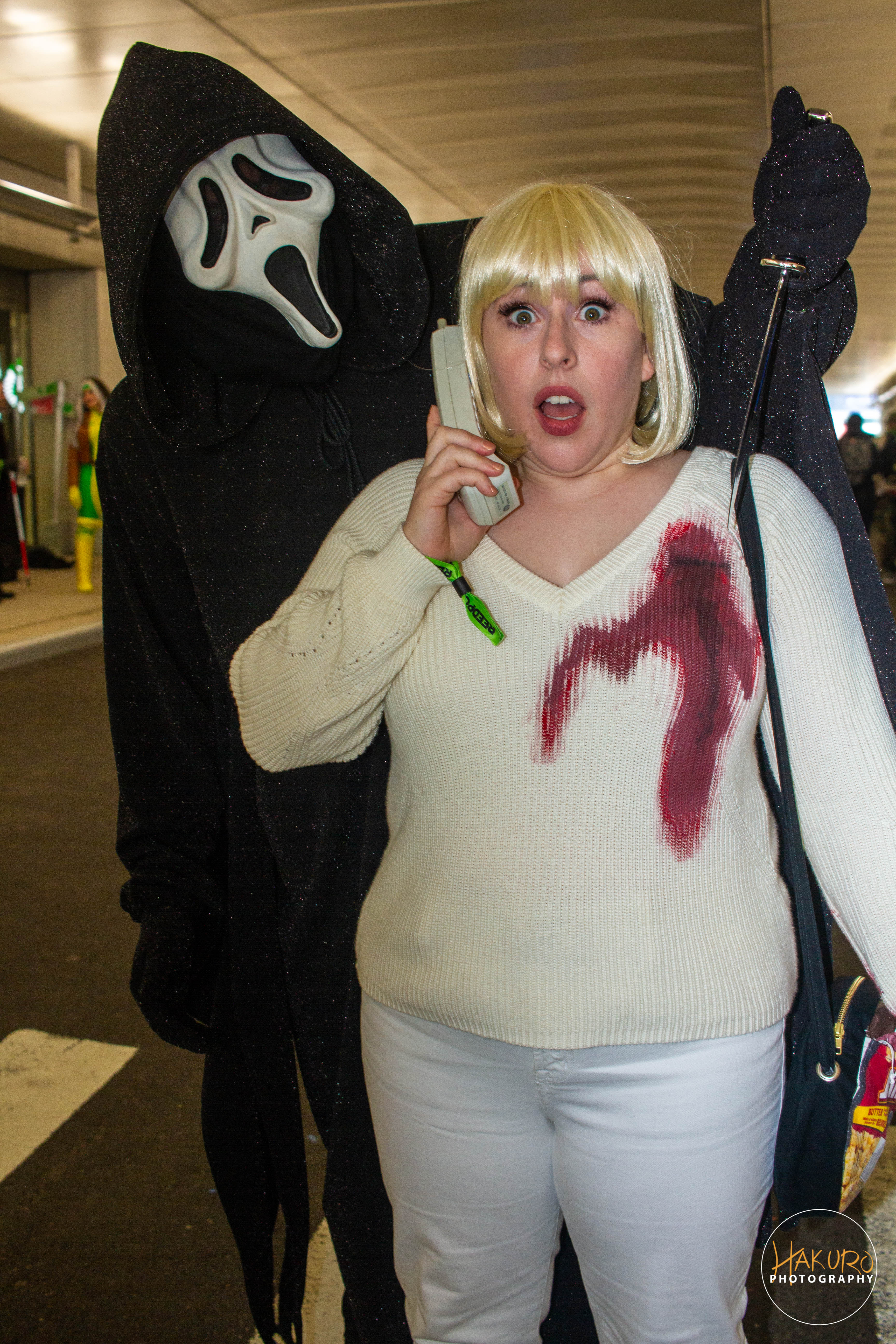
Cosplayer di Ghostface e di Casey Becker

Nei film Scary Movie e Shriek - Hai impegni per venerdì 17? c'è un assassino basato su Ghostface. In Scary Movie la particolarità della maschera è il fatto di cambiare espressione facciale e di fare telefonate che spesso terminano in frasi deliranti. Canta anche rap e fuma marijuana. Nel finale del film si scopre che gli assassini sono Bobby Prinze e Ray Wilkins ma il colpo di scena è che entrambi cercavano di emulare un altro killer, Doofy Gilmore, un poliziotto che fingeva di essere ritardato. Sempre in Scary Movie, il killer non usa sempre un coltello per uccidere, ma a volte anche un uncino (arma del killer della pellicola horror So cosa hai fatto, altro film parodiato insieme a Scream).
In Shriek - Hai Impegni per venerdì 17? la maschera del killer non è sin dall'inizio quella di Ghostface ma diventa tale quando una maschera di hockey (chiaro riferimento a Jason Voorhees, killer della saga di film Venerdì 13) prende fuoco sciogliendosi in parte. In questo film, al contrario di Scream, il killer non riesce ad uccidere nessuno e tutte le morti sono accidentali. Si scopre che l'assassino è il cugino gemello di Frollo ed è Calamy Jean a sparargli. Anche se è stato colpito si rialza, com'è tipico nei film horror, e prova a fuggire, ma viene ucciso da Frollo.
In Jay & Silent Bob... Fermate Hollywood! compaiono in un cameo Shannen Doherty e Wes Craven che stanno realizzando l'inesistente (quando girarono quell'episodio, tale film non esisteva ancora) Scream 4, ma Doherty non è d'accordo con il fatto che Ghostface sia interpretato da una scimmia.
Nell'episodio That Hurts Me della serie Robot Chicken compare Ghostface con altri personaggi del cinema horror come concorrenti del reality Big Brother Horror Movie, dove sono Ghostface e Michael Myers ad entrare in nomination, e quest'ultimo viene eliminato.

## Altri media

### Serie televisiva
Nel 2015 e nel 2016, MTV ha trasmesso per due stagioni, la serie televisiva Scream una sorta di trasposizione televisiva della saga cinematografica ma con attori differenti e, soprattutto, con una nuova maschera per l'assassino, che per motivi commerciali non era quella di Ghostface ma una maschera facciale post operatoria somigliante nell'aspetto e che ha ricoperto un ruolo centrale nella storia stessa. Anche la voce non era quella di Roger L. Jackson. Nel 2016 la serie è stata confermata per una terza stagione, andata poi in onda in 3 serate evento sulla rete VH1 con un cast completamente nuovo e con il ritorno sia della maschera originale per l'assassino che della sua storica voce.

### Scre4m
Pubblicato su Android e iOS nel 2011, è l'app ufficiale ispirata al quarto film della saga. Il giocatore veste i panni di Ghostface e il suo scopo è scovare e uccidere tutte le vittime dei vari livelli, senza farsi beccare dalla polizia che viene richiamata dopo ogni omicidio.

### Dead by Daylight
Videogioco multiplayer horror asimmetrico, pubblicato dal 2016, per PC, Xbox One, PS4, Nintendo Switch, PlayStation 5, iOS e Android, vede cinque giocatori nei panni di un assassino e quattro sopravvissuti. Nel 2019 è stato pubblicato un DLC contenente il personaggio di Ghostface che può essere giocato nelle mappe come assassino per dare la caccia ai sopravvissuti.

### Call of Duty: WarzoneeCall of Duty: Black Ops Cold War
In occasione dell'uscita del quinto film, a ottobre 2021 è stato aggiunto Ghostface tra gli operatori di Call of Duty nelle sue versioni Warzone e Black Ops Cold War per PC, PS4, PS5, Xbox One, Xbox Series X.

### Among Us
Videogioco multiplayer di sopravvivenza pubblicato per Android, Microsoft Windows, iOS, Nintendo Switch, Xbox One, Xbox Series X e Series S, PlayStation 4, PlayStation 5 e HarmonyOS. Nel 2022, per promuovere l'uscita del quinto film, sono stati aggiunti la maschera e il costume di Ghostface per personalizzare i personaggi. Nel 2023, in occasione dell'uscita in digitale del sesto film, la skin di Ghostface è stata resa disponibile gratis per un periodo limitato.

### Scream: The Game
Gioco da tavolo sviluppato dalla Funko Games nel 2023. Sviluppata da 3 a 8 giocatori, il gioco consiste nel completare in 20 minuti delle carte rappresentanti una scena di Woodsboro (Casa Macher, Liceo, Ospedale e Sala da Biliardo) abbinando i simboli delle carte che si hanno in mano con quelli rappresentate nelle carte scene. Durante i vari turni, Ghostface chiamerà tramite un'apposita app sviluppata per accompagnare il gioco e chiederà determinate cose che possono penalizzare i giocatori

### Mortal Kombat 1
Venerdì 26 luglio 2024, durante l'evento SanDiego Comic-Con è stato annunciato il DLC Kaos Sovrano, che include anche Ghostface tra i lottatori giocabili, anch'esso dispone di Fatality, Animality e Brutality. Disponibile da 19 novembre 2024, nel suo finale Ghostface (Billy Loomis), mentre insegue una vittima a Woodsboro, si ritrova catapultato nella linea temporale di Mortal Kombat 1 dove continua a mietere vittime per hobby, registrando insieme ad un altro Ghostface le sue uccisioni, tra cui quella dell'attore Johnny Cage.
Winx Club
Nell'episodio 16 della seconda stagione del cartone animato Winx Club "Hallowinx", è possibile notare un personaggio vestito da Ghostface camminare per Gardenia. Nella stessa inquadratura su un albero, compare una mascotte vestita allo stesso modo.